# 東京ローンテニスクラブ
一般財団法人東京ローンテニスクラブ（とうきょうろーんてにすくらぶ、英語: Tokyo Lawn Tennis Club）は、日本最古の名門テニスクラブで、会員相互の親睦行事、内外知名テニス選手の招待競技会の開催を通じて、スポーツの発展と国際親善を促進するための法人。元文部科学省所管。

## 概要
1900年（明治33年）に東京府東京市麹町区（現在の東京都千代田区）永田町1丁目にテニスコート用の土地が宮内省を介して供与され、東京ローンテニス倶楽部が創立された。1920年（大正9年）に帝国議会新議事堂（現在の国会議事堂）建設に伴い、麹町区三年町（現在の千代田区霞が関3丁目）に移転。1940年（昭和15年）に麻布区盛岡町（現在の港区南麻布5丁目）に移転し、1942年（昭和17年）5月に財団法人化（旧文部省所管）した。名誉会員には天皇皇后、上皇夫妻などの皇族が名を連ね、一般会員には各国大使、旧華族、有名企業のトップなどが所属する。
コートは関東特有の荒木田土を使用したクレーコート10面（うち1面はシングルスコート）で、うち5面はナイター設備を備える。

## 事業内容
東京ローンテニスクラブホームページより
国際親善
- 日本人会員と外国人会員（189名、2010年3月31日現在）との国際交流
- ウエストサイド・テニスクラブ主催トーナメント大会への参加

クラブ行事
- 新入会員歓迎会（4月）、お盆パーティー（7月）、クリスマスパーティー（12月）
- クラブ選手権を始めとする各種トーナメントの開催

社会貢献
- 港区少年少女テニス教室の開催
- 国境なき医師団への寄付、東日本大震災への義援金

## 会員
会員として、JOC前会長の竹田恆和、清水建設創業家で元専務の清水満昭、鹿島建設創業家で元取締役の鹿島光一、キッコーマン創業家で三菱財団元常務理事の茂木義三郎、諸戸ホールディングス創業家の諸戸清郎などが在籍している。
週刊ダイヤモンドによれば、2010年代初めごろの主な会員として三井八郎右衛門、壬生基博、宮内義彦、盛田正明、永谷泰次郎（永谷園ホールディングス社長）、緒方貞子、佐藤直子、塩崎恭久、菅谷定彦、豊田禎吉郎（日本電装元会長、柳井康治（ファーストリテイリング取締役）、安西祐一郎、堀内詔子、石黒賢、石原慎太郎、石原伸晃、石原良純、黒川光博（虎屋会長）、町村信孝、増岡聡一郎（鉄鋼ビルディング副社長）、松岡宏泰、松岡修造らが在籍していた。